# Heksen in de lucht
Heksen in de lucht (Engels: Witches Abroad) is het twaalfde boek uit de Schijfwereld-serie van de Britse schrijver Terry Pratchett. Het is na Meidezeggenschap en De plaagzusters het derde boek over de heksen van Lankhr.

## Verhaal
Desiderata Holle, een van de twee petemoeien van Waarland, komt te overlijden. Ze stelt Magraat Knophlox aan als haar vervangster, om de andere petemoei, Vrouwe Lilith de Temps à Cire, in bedwang te houden. Deze wil met spiegeltoverij Waarland veranderen in een sprookjesland waar de sprookjesvertellingen uitkomen, of de Waarlanders dat nu willen of niet.
Margraat reist met Opoe Wedersmeer en Ootje Nack naar Waarland. Hier moeten ze zien te voorkomen dat het dienstmeisje met de koning trouwt, waardoor Esmee Wedersmeer tegenover haar zuster Lilie (echte naam Lilith) komt te staan.

## Trivia
- Variaties van diverse sprookjes zijn in het verhaal verwerkt, waaronder Assepoester, Doornroosje, Roodkapje en de De kikkerkoning.